# Sergio Basañez
Sergio Basañez Rodríguez (ur. 4 maja 1970 w Poza Rica, Veracruz) – meksykański aktor występujący w telenowelach. 

## Kariera
Sergio zaczął grać w młodym wieku. Zanim zaczął dostawać główne role w telenowelach występował w nich gościnnie, studiując jeszcze aktorstwo. Studiował też prawo i jest z wykształcenia prawnikiem. 
W wieku 22 lat, Basañez dostał po raz pierwszy główną rolę w telenoweli Sueño de Amor (1992–1993) produkcji Televisa. W 1994 roku, przeniósł się do Miami i zagrał główną rolę w telenoweli Morelia, w 1995 roku, powrócił do Meksyku, aby zagrać w telenoweli Marisol.
W 1998 roku, zagrał ostatnie role w telenowelach Televisy, a były to: La usurpadora i La Mentira. Następnie dostawał role firmy TV Azteca. W 1999 roku zagrał główną rolę w telenoweli Catalina i Sebastian u boku Silvii Navarro, La calle de las novias (2000), Cuando seas mía (2001), i nagrodzony został za te role.
W 2003 roku, zagrał w telenoweli Un Nuevo Amor, z Vanessa Acostą, oraz La Heredera. W 1997 roku, zagrał w meksykańskiej telenoweli musicalu Aventurera, dzięki której wygrał nagrodę Herald Award. W 2003 roku zagrał przez długi sezon w serialu El Tenorio Cómico.
Basañez zagrał w produkcjach dla dzieci: Pedro el Lobo i La Bella Durmiente. 
O 2005 do 2006 roku, Basañez zagrał główną rolę w najlepszej produkcji TV Azteca, serialu Amor en Custodia, u boku Margarity Gralia, znanej argentyńskiej aktorki. 

## Filmografia
- 2012: Los Rey
- 2011: A Corazón Abierto
- 2009: Mi vida por ti
- 2008: Secretos del alma – Leonardo
- 2006: Mujer alabastrina
- 2005: Amor en custodia – Juan Manuel
- 2004: La Heredera – Antonio
- 2003: Mirada de mujer: El regreso
- 2003: Un nuevo amor
- 2001: Kiedy będziesz moja – Diego
- 2001: Lo que callamos las mujeres – Adrián
- 2000: La calle de las novias – Enrique
- 1999: Catalina i Sebastian – Sebastián
- 1998: La Mentira – Juan Fernández-Negrete
- 1997: María Isabel – Gabriel
- 1994: Mujer, Casos de la Vida Real
- 1996: Marisol – Mario Suarez
- 1995: Morelia – Luis Campos Miranda
- 1993: Sueño de amor – Mauricio
- 1990: Amor de nadie